# Primærrute 26
De Primærrute 26 is een hoofdweg in Denemarken. De weg loopt van Aarhus via Viborg en Thisted naar Hanstholm. De Primærrute 26 loopt over het schiereiland Jutland en de eilanden Mors en Vendsyssel-Thy en is ongeveer 178 kilometer lang.

## Viborgmotorvejen
Er bestaat een plan de Primærrute 26 tussen Aarhus en Viborg om te bouwen tot de autosnelweg Viborgmotorvejen. De autosnelweg moet de huidige weg tussen beide steden, die dwars door dorpen loopt, ontlasten.